# توني وايت
توني وايت (بالإنجليزية: Tony Joe White) (و. 1943 – 2018 م) هو عازف قيثارة، ومغني، وكاتب أغاني، ومغن مؤلف أمريكي، ولد في أوك غروف، يستخدم آلات قيثارة، توفي في ناشفيل، تينيسي، عن عمر يناهز 75 عاماً، بسبب نوبة قلبية.

## وصلات خارجية
- توني وايت على موقع IMDb (الإنجليزية)
- توني وايت على موقع ميوزك برينز (الإنجليزية)
- توني وايت على موقع أول ميوزيك (الإنجليزية)
- توني وايت على موقع ديسكوغز (الإنجليزية)
- توني وايت على موقع قاعدة بيانات الفيلم (الإنجليزية)
- توني وايت في قاعدة بيانات الأفلام على الإنترنت